# Rhabdophis chiwen
Rhabdophis chiwen — вид змій родини полозових (Colubridae). Описаний у 2020 році.

## Назва
Вид названо на честь дракона Чівеня з китайської міфології, який пожирав вогонь. Назва вказує на звичку змії поїдати світлячків.

## Поширення
Ендемік Китаю. Виявлений у провінції Сичуань на півдні країни.

## Опис
Тіло завдовжки 40-47 см, хвіст — 9-13 см. Забарвлення червоно-коричневе з чорними смунгами та вкрапленнями.